# Los fantasmas del conservatorio
The Ghost of Faffner Hall conocida en Hispanoamérica como Los fantasmas del conservatorio es una serie infantil norteamericana de televisión de The Jim Henson Company, que se emitió desde el 11 de septiembre de 1989 hasta el 4 de diciembre de 1989. Los títeres de este espectáculo fue creado por Creature Shop de Jim Henson.

## Argumento
Faffner Hall es un conservatorio de música que fue fundada por Fughetta Faffner. Cuando Fughetta Faffner fallece, su fantasma se esconde en Faffner Hall y actualmente está a cargo de su tatara-tatara-sobrino nieto Faffner Farkas, que odia la música. Ahora Fughetta debe frustrar los planes de Farkas con la ayuda de Mimi, Riff, y el empresario salvaje. Durante este tiempo, se encuentran con los músicos famosos que visitan Faffner Hall.